# Hrabstwo Douglas (Kolorado)

Piramida wieku hrabstwa

Hrabstwo Douglas (ang. Douglas County) to hrabstwo w stanie Kolorado w Stanach Zjednoczonych. Hrabstwo zajmuje powierzchnię 2 182,71 km². Według szacunków United States Census Bureau w roku 2006 liczyło 263 621 mieszkańców. Siedzibą administracyjną hrabstwa jest Castle Rock.

## Miasta
- Castle Pines
- Castle Rock
- Larkspur
- Lone Tree
- Parker

## CDP
- Acres Green
- Franktown
- Grand View Estates
- Highlands Ranch
- Louviers
- Meridian
- Perry Park
- Roxborough Park
- Sedalia
- Stonegate
- The Pinery
- Westcreek